# Llista de municipis d'Albacete
Llista de municipis de la província d'Albacete:
| Nom                        | Població |
| Abengibre                  | 977      |
| Alatoz                     | 603      |
| Albacete                   | 159.518  |
| Albatana                   | 856      |
| Alborea                    | 827      |
| Alcadozo                   | 774      |
| Alcalá del Júcar           | 1.404    |
| Alcaraz                    | 1.766    |
| Almansa                    | 24.974   |
| Alpera                     | 2.389    |
| Ayna                       | 913      |
| Balazote                   | 2.576    |
| Balsa de Ves               | 226      |
| El Ballestero              | 527      |
| Barrax                     | 1.978    |
| Bienservida                | 786      |
| Bogarra                    | 1.121    |
| Bonete                     | 1.270    |
| El Bonillo                 | 3.174    |
| Carcelén                   | 651      |
| Casas de Juan Núñez        | 1.340    |
| Casas de Lázaro            | 427      |
| Casas de Ves               | 825      |
| Casas-Ibáñez               | 4.415    |
| Cabdet                     | 9.553    |
| Cenizate                   | 1.239    |
| Corral-Rubio               | 451      |
| Cotillas                   | 176      |
| Chinchilla de Monte-Aragón | 3.375    |
| Elche de la Sierra         | 3.878    |
| Férez                      | 795      |
| Fuensanta                  | 388      |
| Fuente-Álamo               | 2.720    |
| Fuentealbilla              | 1.943    |
| La Gineta                  | 2.141    |
| Golosalvo                  | 110      |
| Hellín                     | 29.847   |
| La Herrera                 | 356      |
| Higueruela                 | 1.350    |
| Hoya-Gonzalo               | 833      |
| Jorquera                   | 511      |
| Letur                      | 1.209    |
| Lezuza                     | 1.708    |
| Liétor                     | 1.537    |
| Madrigueras                | 4.647    |
| Mahora                     | 1.379    |
| Masegoso                   | 119      |
| Minaya                     | 1.741    |
| Molinicos                  | 1.164    |
| Montalvos                  | 146      |
| Montealegre del Castillo   | 2.291    |
| Motilleja                  | 536      |
| Munera                     | 3.974    |
| Navas de Jorquera          | 533      |
| Nerpio                     | 1.639    |
| Ontur                      | 2.421    |
| Ossa de Montiel            | 2.421    |
| Paterna del Madera         | 484      |
| Peñas de San Pedro         | 1.222    |
| Peñascosa                  | 374      |
| Pétrola                    | 878      |
| Povedilla                  | 646      |
| Pozo Cañada                | 2.718    |
| Pozohondo                  | 1.840    |
| Pozo-Lorente               | 502      |
| Pozuelo                    | 671      |
| La Recueja                 | 321      |
| Riópar                     | 1.479    |
| Robledo                    | 459      |
| La Roda                    | 14.881   |
| Salobre                    | 615      |
| San Pedro                  | 1.275    |
| Socovos                    | 1.936    |
| Tarazona de la Mancha      | 6.576    |
| Tobarra                    | 7.869    |
| Valdeganga                 | 1.881    |
| Vianos                     | 442      |
| Villa de Ves               | 67       |
| Villalgordo del Júcar      | 1.241    |
| Villamalea                 | 3.951    |
| Villapalacios              | 741      |
| Villarrobledo              | 24.729   |
| Villatoya                  | 167      |
| Villavaliente              | 285      |
| Villaverde de Guadalimar   | 450      |
| Viveros                    | 480      |
| Yeste                      | 3.597    |